# Az emlékek őre (regény)
Az emlékek őre (eredeti cím: The Giver) Lois Lowry regénye, amelyet először 1993. április 16-án adtak ki. Magyar nyelven 2001-ben jelent meg Tóth Tamás Boldizsár fordításában. 
2009-ben, elsőként a bajai Szent László Általános Művelődési Központ színtársulata vitte színpadra. 2014-ben került mozikba az azonos című filmfeldolgozása.

## Cselekmény
|  | Alább a cselekmény részletei következnek! |

A történet egy jövőbeli közösségben veszi kezdetét. A tökéletes utópiából lassacskán kirajzolódnak azok az elemek, amelyek rámutatnak a tökéletes világ mögött megbúvó anti-utópikus jellemzőkre; ebből következik, hogy a mű zsánere nem utópia, hanem anti-utópia.
A mű Jonas, egy tizenkét éves fiú életébe ad betekintést. Jonas közösségéből hiányzik a fájdalom, a mindennapi élet küzdelme, amely az 'egyenlét'-nek köszönhető. Egy tervnek, amely gyökeresen eltüntette a mély érzelmeket. Jonast kiválasztották, hogy betöltse az Emlékek Őrének szerepét, az egyetlen olyan emberét, aki az egyenlét előtti állapotok emlékét őrzi. Az emlékek őre az, aki emlékei, s ezáltal bölcsessége által tanáccsal szolgálhat a közösségnek. Amint Jonas befogadja az emlékeket, az elődje, Az Őrző rádöbben: milyen felszínes is a közösség élete.
Annak ellenére, hogy bírálat és kritika illette a művet a témájára vonatkozólag, a regény elnyerte az 1994-es Newbery Medal irodalmi díjat, valamint több mint 5 és fél millió példányszámot ért el. Az Egyesült Államokban és Kanadában több középiskola olvasási listáján szerepel, habár tiltólistákon is rajta van. A regény egy tetralógiának az első kötete, amely Lowry Valahol messze, illetve a Hírvivő és A fiú című műve követ.
|  | Itt a vége a cselekmény részletezésének! |

## Főszereplők
- Jonas: a 11 éves fiú, akit a 12 évesek ceremóniáján az emlékek őrének választanak.
- Az örökítő: a személy, aki az Emlékek őre volt, és aki most Jonast készíti föl a feladatra.
- Jonas anyja: ügyvédként dolgozik a közösségben.
- Jonas apja: a dajkaközpontban dolgozik. Általa ismerkedünk meg a Gabe nevű csecsemővel.
- Lily: Jonas húga.
- Asher: Jonas barátja.
- Fiona: Jonas (lány) barátja.
- Gabriel: egy „elbocsátásra” váró kisded.
- Rosemary: az örökítő leánya, aki elbocsátásának kérésével a közösségre szabadította az emlékeket.
- Caleb: az egyetlen gyermek, aki állítólag beleesett a folyóba.

## Magyarul
- Az emlékek őre; ford. Tóth Tamás Boldizsár; Animus, Bp., 2001